# Гамлін (Нью-Йорк)
Гамлін (англ. Hamlin) — місто (англ. town) в США, в окрузі Монро штату Нью-Йорк. Населення — 8725 осіб (2020).

## Демографія
Згідно з переписом 2010 року, у місті мешкало 9045 осіб у 3380 домогосподарствах у складі 2489 родин. Було 3632 помешкання
Расовий склад населення:
| - 95,6 % — білих - 1,0 % — чорних або афроамериканців - 0,5 % — корінних американців - 0,4 % — азіатів |

До двох чи більше рас належало 1,8 %. Частка іспаномовних становила 2,6 % від усіх жителів.
За віковим діапазоном населення розподілялося таким чином: 24,7 % — особи молодші 18 років, 65,0 % — особи у віці 18—64 років, 10,3 % — особи у віці 65 років та старші. Медіана віку мешканця становила 39,9 року. На 100 осіб жіночої статі у місті припадало 98,7 чоловіків;  на 100 жінок у віці від 18 років та старших — 97,5 чоловіків також старших 18 років.
Середній дохід на одне домашнє господарство  становив 71 693 долари США (медіана — 58 868), а середній дохід на одну сім'ю — 85 126 доларів (медіана — 71 971). Медіана доходів становила 42 536 доларів для чоловіків та 33 450 доларів для жінок. За межею бідності перебувало 8,1 % осіб, у тому числі 12,0 % дітей у віці до 18 років та 3,9 % осіб у віці 65 років та старших.
Цивільне працевлаштоване населення становило 4719 осіб. Основні галузі зайнятості: освіта, охорона здоров'я та соціальна допомога — 27,3 %, роздрібна торгівля — 18,6 %, виробництво — 14,5 %.